# راه‌آهن ملی کانادا

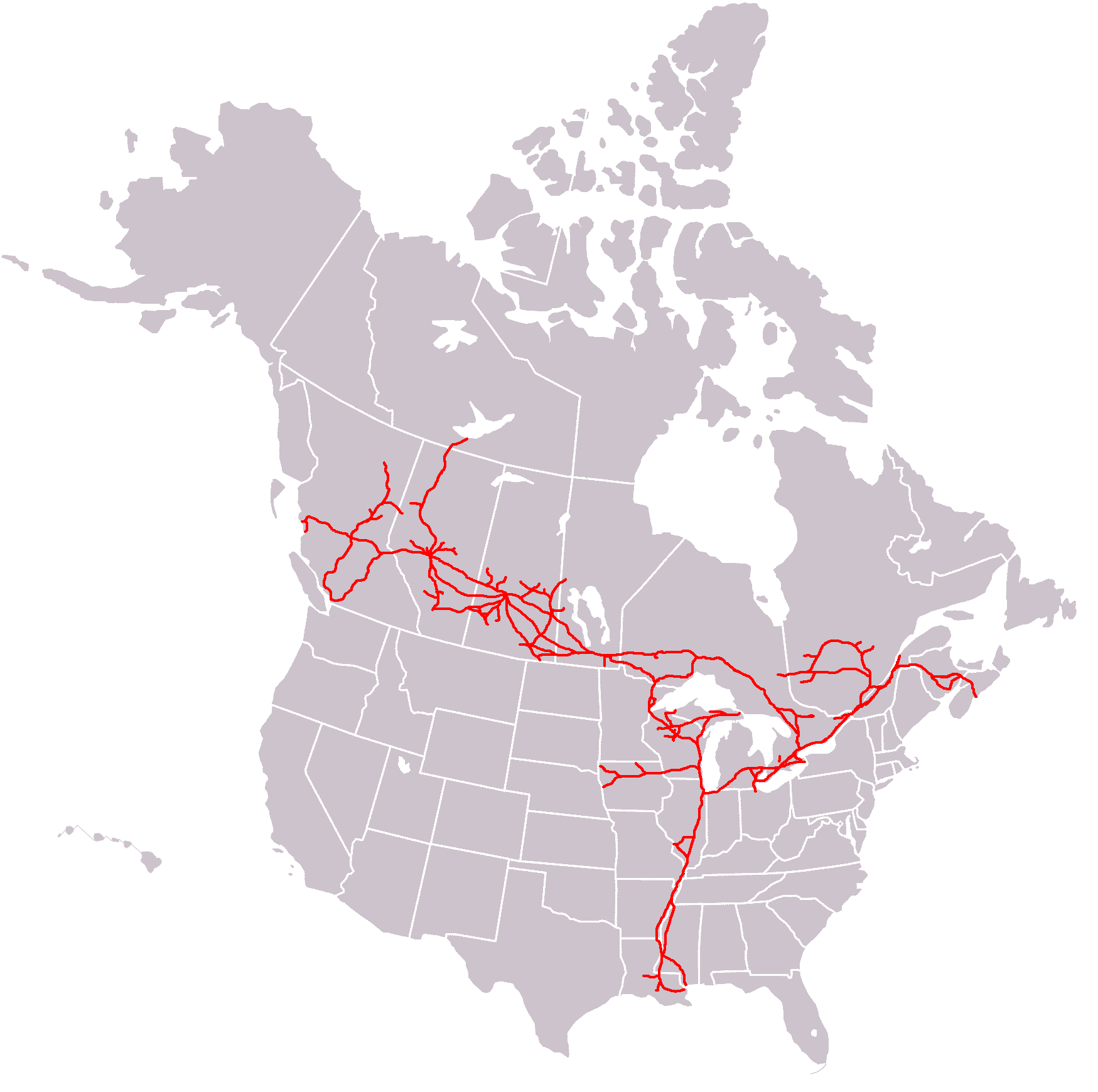
خطوط تحت پوشش راه‌آهن ملی کانادا

راه‌آهن ملی کانادا (به انگلیسی: Canadian National Railway), (به فرانسوی: Chemins de Fer Nationaux du Canada) بزرگترین شرکت حمل‌ونقل ریلی کانادایی است، که مالک شبکه‌ای از ۳۲٫۸۳۱ کیلومتر خط آهن می‌باشد، این شبکه کانادا و ایالت‌های غرب میانه آمریکا، همچنین ایالت‌های جنوبی آمریکا را تحت پوشش قرار می‌دهد.
در سال ۱۹۱۸ دولت کانادا اقدام به خریداری و تصاحب چندین شرکت راه‌آهن که ورشکسته شده بودند، کرد و در ۶ ژوئن ۱۹۱۹ با ادغام آنها شرکت راه‌آهن ملی کانادا تشکیل شد. این شرکت در سال ۱۹۹۵ خصوصی شد و در حال حاضر بزرگترین شرکت ترابری ریلی کانادا بر پایه اندازه شبکه راه‌آهن و نیز از لحاظ میزان درآمد سالیانه به‌شمار می‌آید. 
دفتر مرکزی این شرکت در شهر مونترآل، استان کبک قرار دارد و بخشی از سهام آن در بازارهای بورس نیویورک و بورس تورنتو معامله می‌شود.